# Ichneutinae
Ichneutinae — подсемейство стебельчатобрюхих перепончатокрылых семейства браконид.

## Описание
Третий отрезок радиальной жилки расположен почти под прямым углом ко второму отрезку. Базальная жилка в основании часто с резким изгибом (кроме представителей Proteropini). Радиальная ячейка укороченная, её передний край не длиннее или немного длиннее птеростигмы. Вершина передних голеней с одним или несколькими мелкими шипиками. У самца седьмой брюшной тергит дорсально с широким вогнутым блестящим средним участком. Брюшные тергиты почти сплошь в густых волосках. Стернаули гладкие. Волоски створок яйцеклада нередко расположены в их апикальной половине.

## Экология
Представители подсемейства являются паразитами личинок пилильщиков.

## Палеонтология
В ископаемом состоянии известны из эоценовых отложений США.

## Систематика
В составе подсемейства:
- Hebichneutes
- Helconichia
- Ichneutes
- Lispixys
- Masonbeckia
- Muesonia
- Oligoneurus
- Paroligoneurus
- Proterops
- Pseudichneutes